# Mark Moogalian
Mark Moogalian (* 24. April 1964 in Durham, North Carolina) ist ein US-amerikanischer  Dozent für Englisch an der Sorbonne und Überlebender des Anschlags im Thalys-Zug 9364 am 21. August 2015. 

## Leben
Moogalian stammt aus einer armenischen Familie. Er lebte mit seiner Frau Isabelle Risacher auf einem Hausboot in der Seine und befand sich mit ihr am 21. August 2015 auf dem Rückweg aus Amsterdam. Er beobachtete, wie Ayoub El Khazzani bewaffnet und mit Munition ausgestattet die Zugtoilette verließ. Um ein Massaker an den Passagieren und insbesondere an seiner Frau zu verhindern, versuchte Moogalian den Terroristen zusammen mit einem anderen Passagier zu überwältigen. Es gelang ihm, das Sturmgewehr in seinen Besitz zu bringen, als er von Ayoub El Khazzani mit einer Pistole angeschossen wurde. Er überlebte knapp durch die Hilfe weiterer Passagiere, die den Terroristen endgültig überwältigen konnten.